# Jack (film, 2014)
Pour les articles homonymes, voir Jack.
Pour plus de détails, voir Fiche technique et Distribution.
Jack est un film allemand, réalisé par Edward Berger et sorti en 2014.

## Synopsis
Jack est un garçon d'une dizaine d'années qui vit à Berlin. Il n'a pas connu son père et a un demi-frère, Manuel, âgé de 6 ans, d'un autre père, lui aussi absent. Leur mère, Sanna, qui travaille épisodiquement dans le milieu musical underground est plutôt immature et volage, peu apte à gérer cette famille décomposée. Jack, débrouillard et obstiné, est finalement le plus lucide de la maison, prenant en charge les tâches courantes car sa mère est très souvent absente.
Un jour, il brûle son petit frère par imprudence en lui faisant couler un bain trop chaud, cet accident alerte les services sociaux qui obligent la mère à le placer dans un centre d’accueil où il s'aperçoit que sa mère le délaisse. Il s'en évade, récupère son petit frère déposé chez une amie de sa mère et lui aussi « oublié » et part à la recherche de leur mère qui a déserté l'appartement familial en visitant tous les lieux où elle pourrait se trouver.
Pendant plusieurs jours, les deux garçons en errance vont parcourir Berlin, livrés à eux-mêmes, survivant tant bien que mal, se retrouvant toujours devant la porte fermée du foyer familial, jusqu'au jour où la porte s'ouvre enfin...

## Fiche technique
- Titre original : Jack
- Titre français : Jack
- Réalisation : Edward Berger
- Scénario : Edward Berger et Nele Mueller-Stöfen
- Décors :
- Montage :
- Son :
- Photographie :
- Production :
- Sociétés de production :
- Sociétés de distribution :
- Pays d’origine :  Allemagne
- Langue : Allemand
- Genre : Film dramatique
- Dates de sortie :
  -  France : avril 2015

## Distribution
Sauf indication contraire, les informations mentionnées dans cette section peuvent être confirmées par la base de données cinématographiques IMDb,  présente dans la section « Liens externes ».
- Ivo Pietzcker (VF : Dorothée Pousséo) : Jack
- Georg Arms : Manuel
- Luise Heyer (VF : Alice Taurand) : Sanna, la mère
- Nele Mueller-Stöfen (VF : Chloé Berthier) : Becki
- Vincent Redetzki (VF : Vincent de Boüard) : Jonas
- Jacob Matschenz (VF : Glen Hervé) : Philipp
- Odine Johne (VF : Catherine Desplaces) : Kati
- Johann Jürgens (VF : Serge Faliu) : Mattes
- Atheer Adel : Ophir
- Anthony Arnold (VF : Adrien Solis) : Danilo

 Source et légende : version française (VF) sur RS Doublage

## Distinctions

### Nominations et sélections
- sélection en compétition au Festival du film de Berlin en 2014.